# Cornelius L. Reid
Cornelius Lawrence Reid (* 7. Februar 1911 in Jersey City, New Jersey; † 3. Februar 2008 in New York City, New York) war als Gesangspädagoge in New York tätig. Reid prägte den Begriff Funktionale Stimmbildung. Er war Spezialist für Belcanto-Technik und verfasste mehrere Bücher über Belcanto und die Mechanik der Stimme, die mehrfach übersetzt wurden.

## Biografie

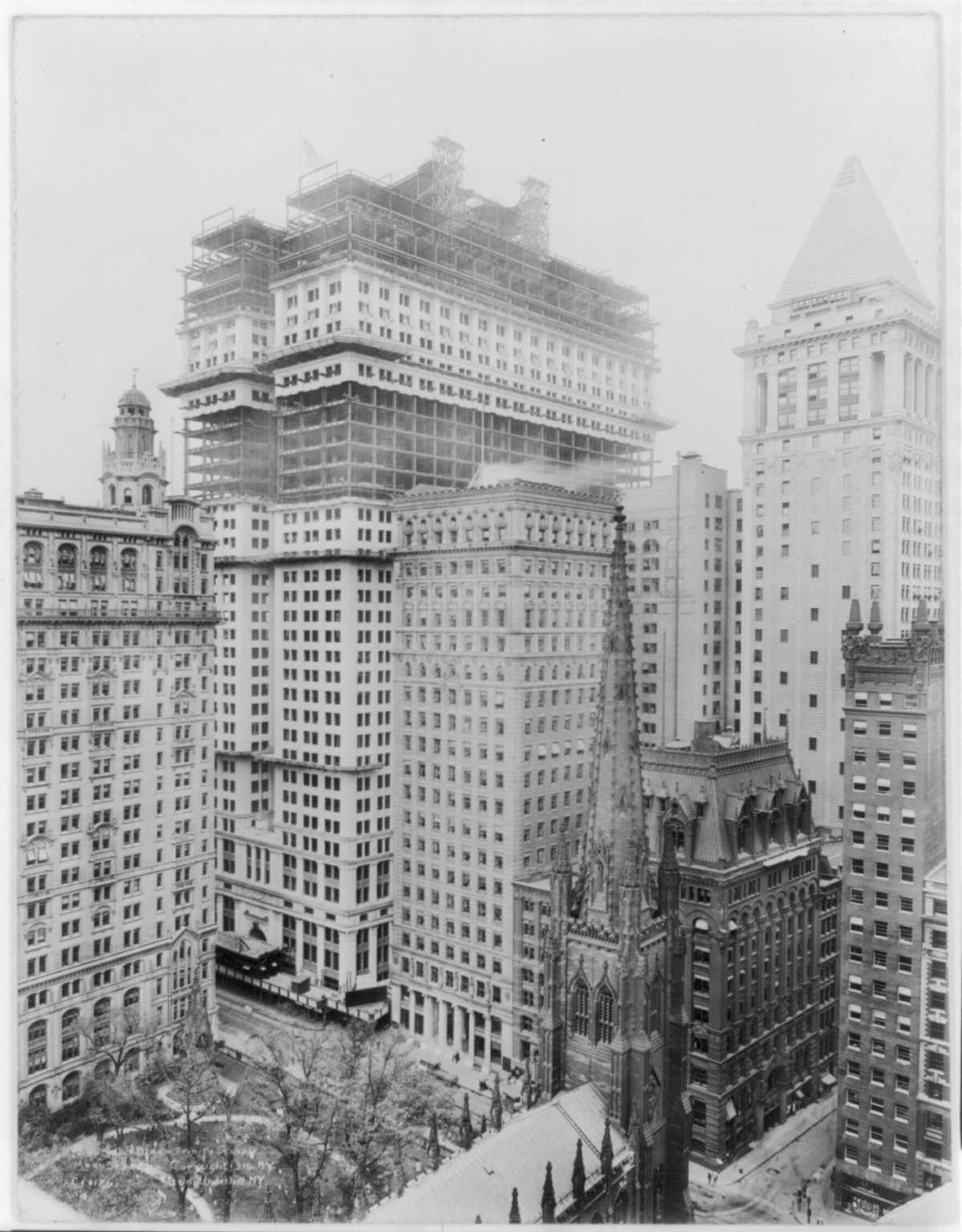
Trinity Church 1914

Im Alter von neun Jahren sang Cornelius Reid als Chorknabe in der Trinity Church in New York. Als seine Stimmlage im Stimmbruch vom Sopran zum Bariton wechselte, erhielt Reid Unterricht bei verschiedenen Lehrern in New York, unter anderem bei dem Stimmwissenschaftler Dr. Douglas Stanley, als dessen Assistent er von 1934 bis 1937 arbeitete. Durch ständige Überanstrengung seiner Stimme wegen verwirrender und gegensätzlicher Anweisungen seiner Gesangslehrer sah Reid sich gezwungen, den Wunsch nach einer Gesangskarriere aufzugeben. Er hinterfragte die damals gängigen Gesangsmethoden und entwickelte eine funktionale Stimmbildung, welche auf den Lehren der italienischen Belcanto-Ära und dem damaligen Stand der Wissenschaft basierte.
In den Jahren nach 1940 war Cornelius Reid in der Erforschung der frühen Schriften über Gesangstechnik von Sängern und Gesangslehrern des 17. bis 19. Jahrhunderts tätig. Er schrieb insgesamt sieben Bücher und viele Artikel über Gesang, Belcanto und funktionale Stimmentwicklung.
Bis kurz vor seinem 97. Geburtstag lehrte er beinahe 75 Jahre lang Gesang in New York. Viele seiner Studenten wurden bedeutende Sänger und Gesangslehrer. Man lud ihn ein, Meisterkurse in Nordamerika, Europa, Japan und Australien abzuhalten. Seine Lehre hatte auch großen Einfluss auf die dortigen Lehrmethoden. Mehrere Städte in Deutschland konnten Reid jahrelang für ein- bis zweiwöchige Meisterkurse gewinnen.
Kritik
Reid und andere Autoren, die in der heutigen Zeit über Belcanto schreiben und geschrieben haben, sind grundsätzlich gegen den Strom geschwommen und haben dabei Kritik riskiert. Pedro de Alcantara (ein Lehrer der Alexander-Technik) unterstützte sowohl die Thesen Reids als auch die von Husler/Rodd-Marling, die 1965 das Buch Singen – Die physische Natur des Stimmorgans publizierten: „Der Freidenker Reid und das Autorenduo Frederick Husler und Yvonne Rodd-Marling lieferten hieb- und stichfeste Argumente für die richtige Beziehung von Ursache und Wirkung, die Atmung und das Singen betreffend. Ihre Bücher waren hoch kontrovers, aber ihre Gegner zogen sich eher auf den Standpunkt ad hominem zurück und bezeichneten die Autoren ‚als verrückt‘, als dass sie ihre Kritikpunkte belegt oder widerlegt hätten“.
Als Reids erste drei Bücher 1975 als Trilogie veröffentlicht wurden, schrieb Richard Dyer-Bennet folgendes: „Die heutige Zeit scheint ständig zwischen einer mechanischen und mystischen Annäherung an die Probleme zu schwanken. So wie immer, liegt auch hier der Weg zwischen den beiden Extremen. Wegen teilweiser Fehlinterpretation und Ablehnung haben sich die heutigen Pädagogen weit von der alten Lehre, den produktiven Prinzipien des Belcanto entfernt. Als Autor und Lehrer hat Cornelius Reid diese Prinzipien nicht nur wiederentdeckt, sondern auf Grund seiner eigenen Erkenntnisse neu definiert und es gibt keinerlei Grund mehr, diesem Weg nicht zu folgen“.
Veröffentlichungen über Belcanto
Reids erstem Buch Bel Canto: Principles and Practices von 1950 folgten zwei weitere Bände The Free Voice: A Guide to Free Singing im Jahr 1965 und Voice: Psyche and Soma, im Jahr 1975. Diese drei Bücher wurden 1975 erneut durch den Joseph Patelson Music House-Verlag als Trilogie verlegt. 1977 erhielt Reid ein Stipendium der Ford-Stiftung mit dem Auftrag, ein Lexikon über Stimmterminologie zu erarbeiten: A Dictionary of Vocal Terminology - An Analysis, das einzige Lexikon dieser Art heute weltweit. Danach folgten mehrere Bücher in den neunziger Jahren einschließlich der Bücher Essays on the Nature of Singing und einer deutschen Übersetzung von Leonore Blume und Margaret Peckham des Manuskripts von Vocal Exercises: Their Purpose and Dynamics, das 1994 beim Schott-Verlag in Mainz, unter dem Titel Funktionale Stimmentwicklung - Zweck und Bewegungsablauf von Stimmübungen erschien.
Zu Reids 90. Geburtstag erschien die Festschrift The Modern Singing Master: Essays in Honor of Cornelius L. Reid. Debra Greschner schrieb im Journal of Singing: „Die Geschichte der Gesangspädagogik ist voll von Referenzen über Gesangslehregrößen der Belcanto-Ära. Die Herausgeber Ariel Bybee and James E. Ford waren sich bei der Auswahl der Themen für dieses Buch dessen bewusst, dass die gleichzeitige Anerkennung der pädagogischen Tradition und die Ehrerbietung für Cornelius L. Reid, den Lehrer an dessen Theorien sie glauben, sich in diesem Buch widerspiegeln müsse. Reids Veröffentlichungen sind jedem ernsthaften Studenten der Stimmpädagogik wohl bekannt“.
Einige seiner Bücher liegen in japanischer, koreanischer und deutscher Sprache vor.

## Pädagogik
Reids Lehre basiert auf den Schriften der berühmten Lehrer des 17. bis 19. Jahrhunderts wie Giulio Caccini, Pier Francesco Tosi, Giovanni Battista Mancini, Domenico Corri, Francesco Lamperti, Giovanni Battista Lamperti, Manuel Patricio Rodríguez García, Isaac Nathan und Julius Stockhausen. Dabei kommt Reid das Verdienst zu, die von diesen Autoren beschriebenen Methoden systematisch auf Ursache und Wirkung zurückzuführen. Er grenzt diese Gesangsschulen klar von neueren gesangspädagogischen Richtungen ab, die gegen Ende des 19. Jahrhunderts u. a. durch Jean de Reszke und Lilli Lehmann vertreten wurden.
In der Festschrift The Modern Singing Master ehrt der US-amerikanische Stimmforscher und Professor für Stimme und Gesangspädagogik an der University of North Texas, Stephen F. Austin, den Stimmwissenschaftler Cornelius L. Reid und seine Schüler mit folgenden Worten: „Nur ganz selten findet man einen Gesangslehrer, der in der Art und Weise lehrt, wie die Behandlung der Stimmregister in der Belcanto-Ära gebraucht wurden, der Zeitspanne, in der die Sänger zur größtmöglichen Kehlfertigkeit gelangt waren. Sobald man einen solchen Lehrer entdeckt hat, gelangt man zu der Erkenntnis, dass dieser Lehrer direkt oder indirekt durch einen einzigen Mann beeinflusst wurde, nämlich Cornelius L. Reid. Dieser leistete einen einzigartigen Beitrag für die Stimmpädagogik, weil er die traditionell überlieferten Lehren aus der Blütezeit des Gesangs nicht nur lehrt, sondern diese auch für die Anforderungen eines Opernbetriebes des 20. und 21. Jahrhunderts wieder neu nutzbar macht und ihre Praxistauglichkeit unter Beweis stellen konnte“.
Eine Zusammenfassung der Lehre Reids erschien in der Zeitschrift Journal of Singing, dem offiziellen Journal der National Association of Teachers of Singing: „Der Ansatz von Reids Lehre beruht auf der Zwei-Register-Theorie und dem Wissen, dass die einzigen Faktoren, die eine willentliche Kontrolle über ein unwillkürliches Muskelsystem bewerkstelligen, die drei Basiselemente Tonhöhe, Intensität (Lautstärke) und Vokal sind. Stimmübungen, bei denen die verschiedensten Kombinationen dieser drei Basiselemente verknüpft sind, und der Gebrauch des ‚Funktionalen Hörens‘, sowie eine sorgfältige Analyse der Registerbalance werden eine freie Technik hervorbringen“.
siehe auch: Funktionale Stimmbildung und Gesangsregister

## Musikalische Laufbahn
- Chorknabe beim Trinity Church Choir, Wall Street, New York, 1920–1925.
- Privater Gesangsunterricht bei Dr. George Mead, New York, 1929.
- Privater Gesangsunterricht bei Marie Wagner (Schülerin von Lilli Lehmann), New York, 1929–1930.
- Privates Coaching bei Frieda Hempel, New York, 1930.
- Privates Coaching bei Povla Frijsh, New York, 1932–1940.
- Privater Gesangsunterricht bei Dr. Douglas Stanley, New York, 1934–1937.
- Studium am New York College of Music, New York, 1945–1948 bei Ruth Kisch-Arndt und Dr. Frederick Kurzweil.
- Klavier bei Carl Werschinger, Professor Angela Weschler.[12]

## Chronologie
- Gesangslehrer, 1934–2008 in New York City.
- Assistent von Dr. Douglas Stanley, 1934–1937.
- Dirigent, WPA Music Project Chorus, 1939–1940, 1939 New York World’s Fair, Flushing, NY.
- Gesangslehrer, 1940–1941, Marymount College, Tarrytown, NY.
- Dirigent, Ars Musica Guild Chorus, 1941–1943, Flushing, NY.
- Dirigent, Consolidated Edison Chorus, 1941–1943, Queens, NY.
- Dirigent, 107th US Navy Seabees Band, 1943–1945.
- Lehrer für Sprecherziehung, 1946–1969, General Theological Seminary, Chelsea, NY.
- Außerordentlicher Professor, Teachers College, Columbia University, New York City, 1992–2008.

## Veröffentlichungen
Bücher
- Bel Canto: Principles and Practices. Boston: Coleman und Ross, 1950. Neuauflage, New York: Joseph Patelson Music House, 1975. ISBN 0-915282-01-1.
- The Free Voice: A Guide to Natural Singing. Boston: Coleman und Ross, 1965. Neuauflage, New York: Joseph Patelson Music House, 1975. ISBN 0-915282-02-X.
- Voice: Psyche and Soma. New York: Joseph Patelson Music House, 1975. Reids erste drei Bücher wurden 1975 als Trilogie gedruckt. ISBN 0-915282-00-3.
- A Dictionary of Vocal Terminology - An Analysis. New York: Joseph Patelson Music House, 1984. Neuauflage, Huntsville, TX: Recital Publications, 1995. ISBN 0-915282-07-0.
- Essays on the Nature of Singing. Huntsville, TX: Recital Publications 1992. ISBN 0-9663862-1-3.
- Funktionale Stimmentwicklung: Zweck und Bewegungsablauf von Stimmübungen. Übersetzt und ergänzt von Leonore Blume und Margaret Peckham. Mainz: Schott, 1994. Original Title: Vocal Exercises: Their Purpose and Dynamics. Manuskript, New York, 1988. ISBN 3-7957-0268-2 und Funktionale Stimmentwicklung: Grundlagen und praktische Übungen. Neuauflage ISBN 3-7957-8723-8.
- The Modern Singing Master: Essays in Honor of Cornelius L. Reid. Hrsg. von Ariel Bybee and James E. Ford. Lanham, MD und London: Scarecrow Press, 2002. ISBN 0-8108-4241-6.
- Erbe des Belcanto – Basis funktionaler Stimmbildung, übersetzt und ergänzt von Leonore Blume und Margaret Peckham: Mainz: Schott, 2009 (In Vorbereitung).

Aufsätze
- "Voice Science: An Evaluation". Australian Voice, Heft 11, (2005), S. 6–24.
- "Eighteenth Century Registrational Concepts". Journal of Singing, Heft 56, Nr. 4, (März/April 2000), S. 31–38.
- "Vocal Mechanics". Journal of Singing, Heft 54, Nr. 1, (Sept./Okt. 1997), S. 11–18.
- "The Nature of Resonance". The Journal of Research in Singing, Heft XIV, (Dezember 1990), Nr. 1, S. 1–26.
- "The Nature of the Vibrato". The Journal of Research in Singing, Heft XIII, Nr. 1, (Juni 1989) S. 39–61.
- "The Nature of Natural Singing". The Journal of Research in Singing, Heft XI, Nr. 2, (Juni 1988) S. 3–29.
- "The Intensity Factor in Vocal Registration". The Journal of Research in Singing, Heft IX, Nr. 1, (Dezember 1985), S. 43–60.
- "Science and Vocal Pedagogy". The Journal of Research in Singing, Heft VII, Nr. 2, (Juni 1984), S. 21–33.
- "Functional Vocal Training" (In 2 Teile). The Journal of Orgonomy, Heft 4, Nr. 2, (Dezember, 1970), S. 231–249, and Heft 5, Nr. 1, (März 1971), S. 36–64.
- "Liturgical Speech". Bulletin of The General Theological Seminary, 1965.
- "Belcanto – Die Idee und ihre Verwirklichung in der Praxis". (Originaltitel: "Bel Canto - Principles and Practices"), übersetzt ins Deutsche von Leonore Blume und Margaret Peckham. Frankfurt am Main, 1995.
- "Fragen und Antworten". (Originaltitel: "The Free Voice"), übersetzt ins Deutsche von Leonore Blume und Margaret Peckham. Frankfurt am Main, 1996.
- "Das Falsett". (Originaltitel: "The Falsetto Register"), übersetzt ins Deutsche von Leonore Blume und Margaret Peckham. Frankfurt am Main, 1997.
- "Funktionales Stimmtraining – Seine Grundlagen und seine Anwendung". (Originaltitel: "Functional Vocal Training"), übersetzt ins Deutsche von Leonore Blume und Margaret Peckham. München, 1997.

## Meisterklassen
- Musicians Club, Chicago, IL, 1965.
- Musicians Club, Richmond, VA, 1966.
- English Bach Festival, Oxford, England, 1967.
- Immaculate Heart College, Los Angeles, CA, 1967, in New York City.
- National Association of Teachers of Singing, 1975, 1976, 1986, 1997.
- Westminster Choir College, Princeton, NJ, 1978.
- Midwestern State University, Wichita Falls, TX, 1979.
- Niederrheinische Musik und Kunstschule der Stadt Duisburg, 1984, 1996, 1997, 1998, 1999, 2000, 2001, 2002.
- Hochschule für Musik und Theater München, Munich, 1985.
- New York University, New York City, 1985.
- Teachers College, Columbia University, New York City, 1989, 1993, 1997.
- Ithaca College, Ithaca, NY, 1991.
- Syracuse University, Syracuse NY, 1992.
- Colgate University, Hamilton, NY, 1995.
- Dr. Hoch’s Konservatorium, Frankfurt und der Frankfurter Tonkünstlerbund, 1995, 1996, 1997, 1998, 1999, 2000, 2001, 2002.
- Staatliche Hochschule für Musik und Darstellende Kunst Mannheim, 1996.
- Kongress des Bundesverbands Deutscher Gesangspädagogen, München, 1997.
- School of Music, University of Washington in Seattle, 1998.
- New York Singing Teachers Association, 1998, 2003.
- Guildhall School of Music, London, England, 1998.
- Wiesbadener Musik und Kunstschule, Wiesbaden, 1998, 2000, 2001.
- Hochschule für Musik und Darstellende Kunst Frankfurt am Main, 1999.
- Howard Park Pentecostal Church, Toronto, 2000.
- First Baptist Church, New York City, 2000.
- Konservatorium der Stadt Wien, Wien, 2001, 2002.
- Folkwang Hochschule im Ruhrgebiet, Essen-Werden, 2001, 2002.
- Théatre de Vevey, Vevey, Schweiz, 2002.
- Hochschule für Musik Mainz, 2002.
- Hunter-Wade Studios, Chatham, New York, 2002.
- School of Music, Syracuse University, Syracuse, New York, 2002.
- American Center for the Alexander Technique, New York City, 2005.
- The Hartt School, University of Hartford, Hartford, Connecticut, 2005.

## Schüler von Cornelius Reid
- Ariel Bybee
- Clamma Dale
- Rouwen Huther
- Robert Manno
- George Shirley
- Dirk Weiler
- Hansjörg Schnaß